# Herrarnas turnering i volleyboll vid olympiska sommarspelen 2008
Herrarnas turnering i volleyboll vid olympiska sommarspelen 2008 hölls mellan 10 och 24 augusti 2008 i Beijing, Kina.  I turneringen deltog tolv landslag. USA vann finalen över Brasilien och blev därigenom olympiska mästare för tredje gången. Clayton Stanley utsågs till mest värdefulla spelare.

## Kvalificering
I turneringen deltog värdlandet, tre lag kvalificerade genom FIVB World Cup 2007, fem lag kvalificerade genom att vinna respektive världsdels kvalturnering och tre lag kvalificerade genom en global kvalturnering.

## Arenor
|                                                                     |                                                                                    |
|                                                                     |                                                                                    |
| Capital Indoor Stadium Stad: Beijing Kapacitet: 18 000 Öppnad: 1968 | Beijing Institute of Technology Gymnasium Stad: Beijing Kapacitet: 5 000 Öppnad: - |

## Deltagande lag
| Lag       | Turnering                          | Deltog senast    |
| --------- | ---------------------------------- | ---------------- |
| Brasilien | 1:a FIVB World Cup 2007            | Aten 2004        |
| Bulgarien | 3:a FIVB World Cup 2007            | Atlanta 1996     |
| Kina      | Värdland                           | Los Angeles 1984 |
| Egypten   | 1:a afrikansk kvalturnering        | Sidney 2000      |
| Tyskland  | 1:a global kvalturnering (grupp A) | München 1972     |
| Japan     | 1:a asiatiskt och oceaniskt kval   | Barcelona 1992   |
| Italien   | 1:a global kvalturnering (grupp C) | Aten 2004        |
| Polen     | 1:a global kvalturnering (grupp B) | Aten 2004        |
| Ryssland  | 2:a FIVB World Cup 2007            | Aten 2004        |
| Serbien   | 1:a europeisk kvalturnering        | Aten 2004        |
| USA       | 1:a nordamerikansk kvalturnering   | Aten 2004        |
| Venezuela | 1:a sydamerikansk kvalturnering    | Debut            |

## Turneringen

### Gruppspel
| Grupp A   | Grupp B   |
| --------- | --------- |
| Bulgarien | Brasilien |
| Kina      | Egypten   |
| Japan     | Tyskland  |
| Italien   | Polen     |
| USA       | Ryssland  |
| Venezuela | Serbien   |

#### Grupp A

##### Resultat
| 10 augusti 2008 Beijing Institute of Technology Gymnasium, Beijing Speltid: 1:43 - Åskådare: 3 000  | Italien   | 3 - 1 | Japan     | 25-19, 25-18, 23-25, 25-17        |
| 10 augusti 2008 Capital Indoor Stadium, Beijing Speltid: 2:17 - Åskådare: 11 000                    | USA       | 3 - 2 | Venezuela | 25-18, 25-18, 22-25, 21-25, 15-10 |
| 10 augusti 2008 Capital Indoor Stadium, Beijing Speltid: 1:50 - Åskådare: 11 000                    | Bulgarien | 3 - 1 | Kina      | 25-20, 25-21, 26-28, 25-19        |
| 12 augusti 2008 Beijing Institute of Technology Gymnasium, Beijing Speltid: 2:02 - Åskådare: 12 500 | USA       | 3 - 1 | Italien   | 24-26, 25-22, 25-15, 25-21        |
| 12 augusti 2008 Beijing Institute of Technology Gymnasium, Beijing Speltid: 2:14 - Åskådare: 12 500 | Venezuela | 2 - 3 | Kina      | 21-25, 25-21, 25-16, 21-25, 14-16 |
| 12 augusti 2008 Capital Indoor Stadium, Beijing Speltid: 1:49 - Åskådare: 3 200                     | Japan     | 1 - 3 | Bulgarien | 27-29, 25-23, 21-25, 19-25        |
| 14 augusti 2008 Beijing Institute of Technology Gymnasium, Beijing Speltid: 1:23 - Åskådare: 3 300  | Italien   | 3 - 0 | Venezuela | 25-21, 25-20, 25-21               |
| 14 augusti 2008 Capital Indoor Stadium, Beijing Speltid: 2:01 - Åskådare: 13 000                    | Kina      | 3 - 2 | Japan     | 25-20, 25-23, 17-25, 16-25, 15-10 |
| 14 augusti 2008 Capital Indoor Stadium, Beijing Speltid: 1:57 - Åskådare: 5 700                     | Bulgarien | 1 - 3 | USA       | 29-27, 21-25, 14-25, 24-26        |
| 16 augusti 2008 Beijing Institute of Technology Gymnasium, Beijing Speltid: 1:16 - Åskådare: 3 650  | USA       | 3 - 0 | Kina      | 25-22, 25-12, 25-18               |
| 16 augusti 2008 Capital Indoor Stadium, Beijing Speltid: 1:14 - Åskådare: 8 000                     | Italien   | 3 - 0 | Bulgarien | 25-20, 25-21, 25-16               |
| 16 augusti 2008 Capital Indoor Stadium, Beijing Speltid: 1:28 - Åskådare: 7 500                     | Venezuela | 3 - 0 | Japan     | 25-23, 25-21, 25-23               |
| 18 augusti 2008 Beijing Institute of Technology Gymnasium, Beijing Speltid: 1:48 - Åskådare: 3 400  | Bulgarien | 3 - 1 | Venezuela | 23-25, 25-19, 25-16, 25-22        |
| 18 augusti 2008 Capital Indoor Stadium, Beijing Speltid: 2:08 - Åskådare: 12 500                    | Kina      | 2 - 3 | Italien   | 17-25, 23-25, 25-21, 25-20, 14-16 |
| 18 augusti 2008 Capital Indoor Stadium, Beijing Speltid: 1:17 - Åskådare: 5 800                     | Japan     | 0 - 3 | USA       | 18-25, 12-25, 21-25               |

##### Sluttabell
| Pos. | Lag       | Pt | M | V | F | SV | SF | Kvot  | PV  | PF  | Kvot  |
| ---- | --------- | -- | - | - | - | -- | -- | ----- | --- | --- | ----- |
| 1.   | USA       | 10 | 5 | 5 | 0 | 15 | 4  | 3,750 | 460 | 371 | 1,240 |
| 2.   | Italien   | 9  | 5 | 4 | 1 | 13 | 6  | 2,167 | 439 | 401 | 1,095 |
| 3.   | Bulgarien | 8  | 5 | 3 | 2 | 10 | 9  | 1,111 | 446 | 440 | 1,014 |
| 4.   | Kina      | 7  | 5 | 2 | 3 | 9  | 13 | 0,692 | 445 | 492 | 0,904 |
| 5.   | Venezuela | 6  | 5 | 1 | 4 | 8  | 12 | 0,667 | 421 | 451 | 0,933 |
| 6.   | Japan     | 5  | 5 | 0 | 5 | 4  | 15 | 0,267 | 392 | 448 | 0,875 |

#### Grupp B

##### Resultat
| 10 augusti 2008 Beijing Institute of Technology Gymnasium, Beijing Speltid: 1:38 - Åskådare: 3 100 | Serbien   | 1 - 3 | Ryssland  | 25-20, 21-25, 22-25, 14-25        |
| 10 augusti 2008 Capital Indoor Stadium, Beijing Speltid: 1:12 - Åskådare: 8 500                    | Brasilien | 3 - 0 | Egypten   | 25-19, 25-15, 25-18               |
| 10 augusti 2008 Capital Indoor Stadium, Beijing Speltid: 1:50 - Åskådare: 5 700                    | Polen     | 3 - 0 | Tyskland  | 25-17, 33-31, 25-20               |
| 12 augusti 2008 Capital Indoor Stadium, Beijing Speltid: 2:25 - Åskådare: 3 500                    | Ryssland  | 3 - 2 | Tyskland  | 25-27, 25-21, 21-25, 25-23, 16-14 |
| 12 augusti 2008 Capital Indoor Stadium, Beijing Speltid: 1:11 - Åskådare: 3 000                    | Egypten   | 0 - 3 | Polen     | 21-25, 18-25, 10-25               |
| 12 augusti 2008 Capital Indoor Stadium, Beijing Speltid: 1:49 - Åskådare: 9 000                    | Serbien   | 1 - 3 | Brasilien | 27-25, 20-25, 17-25, 21-25        |
| 14 augusti 2008 Beijing Institute of Technology Gymnasium, Beijing Speltid: 1:26 - Åskådare: 3 200 | Tyskland  | 3 - 0 | Egypten   | 29-27, 25-21, 25-21               |
| 14 augusti 2008 Capital Indoor Stadium, Beijing Speltid: 2:07 - Åskådare: 12 000                   | Brasilien | 1 - 3 | Ryssland  | 25-22, 24-26, 29-31, 19-25        |
| 14 augusti 2008 Capital Indoor Stadium, Beijing Speltid: 2:04 - Åskådare: 7 000                    | Polen     | 3 - 1 | Serbien   | 31-29, 22-25, 25-22, 25-21        |
| 16 augusti 2008 Beijing Institute of Technology Gymnasium, Beijing Speltid: 1:09 - Åskådare: 3 200 | Ryssland  | 3 - 0 | Egypten   | 25-19, 25-14, 25-18               |
| 16 augusti 2008 Capital Indoor Stadium, Beijing Speltid: 1:53 - Åskådare: 12 500                   | Serbien   | 3 - 1 | Tyskland  | 25-21, 27-25, 24-26, 25-23        |
| 16 augusti 2008 Capital Indoor Stadium, Beijing Speltid: 1:27 - Åskådare: 12 500                   | Brasilien | 3 - 0 | Polen     | 30-28, 25-19, 25-19               |
| 18 augusti 2008 Beijing Institute of Technology Gymnasium, Beijing Speltid: 1:28 - Åskådare: 3 400 | Tyskland  | 0 - 3 | Brasilien | 22-25, 21-25, 23-25               |
| 18 augusti 2008 Capital Indoor Stadium, Beijing Speltid: 2:17 - Åskådare: 12 000                   | Polen     | 3 - 2 | Ryssland  | 17-25, 26-24, 24-26, 25-23, 15-12 |
| 18 augusti 2008 Capital Indoor Stadium, Beijing Speltid: 1:02 - Åskådare: 6 000                    | Egypten   | 0 - 3 | Serbien   | 16-25, 13-25, 17-25               |

##### Sluttabell
| Pos. | Lag       | Pt | M | V | F | SV | SF | Kvot  | PV  | PF  | Kvot  |
| ---- | --------- | -- | - | - | - | -- | -- | ----- | --- | --- | ----- |
| 1.   | Brasilien | 9  | 5 | 4 | 1 | 13 | 4  | 3,250 | 427 | 373 | 1,145 |
| 2.   | Ryssland  | 9  | 5 | 4 | 1 | 14 | 7  | 2,000 | 496 | 447 | 1,110 |
| 3.   | Polen     | 9  | 5 | 4 | 1 | 12 | 6  | 2,000 | 434 | 404 | 1,074 |
| 4.   | Serbien   | 7  | 5 | 2 | 3 | 9  | 10 | 0,900 | 440 | 439 | 1,002 |
| 5.   | Tyskland  | 6  | 5 | 1 | 4 | 6  | 12 | 0,500 | 418 | 440 | 0,950 |
| 6.   | Egypten   | 5  | 5 | 0 | 5 | 0  | 15 | 0,000 | 267 | 379 | 0,704 |

### Slutspelsrundan
|  | Kvartsfinaler | Kvartsfinaler | Kvartsfinaler |           |    | Semifinaler | Semifinaler | Semifinaler |    |                     | Final               | Final               | Final |  |
|  |               |               |               |           |    |             |             |             |    |                     |                     |                     |       |  |
|  | 1A            | USA           | 3             |           |    |             |             |             |    |                     |                     |                     |       |  |
|  | 1A            | USA           | 3             |           |    |             |             |             |    |                     |                     |                     |       |  |
|  | 4B            | Serbien       | 2             |           |    |             |             |             |    |                     |                     |                     |       |  |
|  | 4B            | Serbien       | 2             |           | 1A | USA         | 3           |             |    |                     |                     |                     |       |  |
|  |               |               |               |           | 1A | USA         | 3           |             |    |                     |                     |                     |       |  |
|  |               |               | 2B            | Ryssland  | 2  |             |             |             |    |                     |                     |                     |       |  |
|  | 3A            | Bulgarien     | 2B            | Ryssland  | 2  | 1           |             |             |    |                     |                     |                     |       |  |
|  | 3A            | Bulgarien     |               |           |    |             |             |             |    |                     |                     |                     |       |  |
|  | 2B            | Ryssland      | 3             |           |    |             |             |             |    |                     |                     |                     |       |  |
|  | 2B            | Ryssland      | 3             |           | 1A | USA         | 3           |             |    |                     |                     |                     |       |  |
|  |               |               |               |           |    |             |             |             |    |                     |                     |                     |       |  |
|  |               |               | 1B            | Brasilien | 1  |             |             |             |    |                     |                     |                     |       |  |
|  | 2A            | Italien       | 1B            | Brasilien | 1  | 3           |             |             |    |                     |                     |                     |       |  |
|  | 2A            | Italien       |               |           |    | 3           |             |             |    |                     |                     |                     |       |  |
|  | 3B            | Polen         | 2             |           |    |             |             |             |    |                     |                     |                     |       |  |
|  | 3B            | Polen         | 2             |           | 2A | Italien     | 1           |             |    | Match om tredjepris | Match om tredjepris | Match om tredjepris |       |  |
|  |               |               |               |           | 2A | Italien     | 1           |             |    |                     |                     |                     |       |  |
|  |               |               | 1B            | Brasilien | 3  |             |             |             |    |                     |                     |                     |       |  |
|  | 4B            | Kina          | 1B            | Brasilien | 3  | 0           |             |             | 2B | Ryssland            | 3                   |                     |       |  |
|  | 4B            | Kina          |               |           |    |             |             |             | 2B | Ryssland            | 3                   |                     |       |  |
|  | 1B            | Brasilien     | 3             |           |    | 2A          | Italien     | 0           |    |                     |                     |                     |       |  |

#### Kvartsfinaler
| 20 augusti 2008 Capital Indoor Stadium, Beijing Speltid: 2:14 - Åskådare: 7 500  | USA       | 3 - 2 | Serbien   | 20-25, 25-23, 21-25, 25-18, 15-12 |
| 20 augusti 2008 Capital Indoor Stadium, Beijing Speltid: 1:47 - Åskådare: 11 500 | Bulgarien | 1 - 3 | Ryssland  | 25-20, 16-25, 22-25, 21-25        |
| 20 augusti 2008 Capital Indoor Stadium, Beijing Speltid: 2:19 - Åskådare: 8 000  | Italien   | 3 - 2 | Polen     | 25-19, 25-22, 18-25, 26-28, 17-15 |
| 20 augusti 2008 Capital Indoor Stadium, Beijing Speltid: 1:13 - Åskådare: 13 000 | Kina      | 0 - 3 | Brasilien | 17-25, 15-25, 16-25               |

#### Semifinaler
| 22 augusti 2008 Capital Indoor Stadium, Beijing Speltid: 2:17 - Åskådare: 12 500 | USA     | 3 - 2 | Ryssland  | 25-22, 25-21, 25-27, 22-25, 15-13 |
| 22 augusti 2008 Capital Indoor Stadium, Beijing Speltid: 1:56 - Åskådare: 12 500 | Italien | 1 - 3 | Brasilien | 25-19, 18-25, 21-25, 22-25        |

#### Match om tredjepris
| 24 augusti 2008 Capital Indoor Stadium, Beijing Speltid: 1:19 - Åskådare: 11 500 | Ryssland | 3 - 0 | Italien | 25-22, 25-19, 25-23 |

#### Final
| 24 augusti 2008 Capital Indoor Stadium, Beijing Speltid: 2:05 - Åskådare: 13 000 | USA | 3 - 1 | Brasilien | 20-25, 25-22, 25-21, 25-23 |

## Slutplaceringar
| Pos | Lag       |
| --- | --------- |
|     | USA       |
|     | Brasilien |
|     | Ryssland  |
| 4.  | Italien   |
| 5.  | Bulgarien |
| 5.  | Kina      |
| 5.  | Polen     |
| 5.  | Serbien   |
| 9.  | Tyskland  |
| 9.  | Venezuela |
| 11. | Egypten   |
| 11. | Japan     |

## Individuella utmärkelser
| Utmärkelse              | Namn                | Lag       |
| ----------------------- | ------------------- | --------- |
| Mest värdefulla spelare | Clayton Stanley     | USA       |
| Bästa poängvinnare      | Clayton Stanley     | USA       |
| Bästa anfallare         | Sebastian Świderski | Polen     |
| Bästa blockare          | Gustavo Endres      | Brasilien |
| Bästa servare           | Clayton Stanley     | USA       |
| Bästa passare           | Paweł Zagumny       | Polen     |
| Bästa mottagare         | Michał Winiarski    | Polen     |
| Bästa försvarare        | Aleksej Verbov      | Ryssland  |
| Bästa libero            | Mirko Corsano       | Italien   |